# أبو بكر بوبا أتاري
الدكتور أبو بكر بوبا أتاري الثاني (من مواليد كوكيا أبو بكر بوبا أتاري في 16 آب 1987) هو ثاني ماي أو ملك لمشيخة تولا [الإنجليزية]. تُوج في 21 كانون الأول 2009 بعد وفاة والده بوبا ك. أتاري في 13 كانون الأول 2009. كان ماي أبو بكر وقت تعيينه طالبًا جامعيًا في كلية الهندسة بجامعة ميدلسكس، في دبي، بالإمارات العربية المتحدة.
وهو يشغل أيضًا منصب أمين عام مجلس أمراء ورؤساء ولاية غومبي.[بحاجة لمصدر]
في عام 2017، تبرع الماي بقطعة أرض لبناء ملعب جولف في تولا.   أعلن عن ذلك خلال حفل افتتاح النسخة الأولى من بطولة جومبي تالبا المفتوحة للجولف (GT Open) في ملعب جونجيلا فالي للجولف، بمصنع أشاكا للأسمنت في ولاية جومبي.
في نوفمبر/تشرين الثاني 2017، حضر الماي مراسم جنازة داكتيبي جالينجو وابنه اللذين قُتلا على يد مسلحين. وفي خطابه أدان الهجوم وأمر السلطات بالقبض على الجناة لمواجهة غضب القانون الكامل.
في عام 2018، خلال اليوم الثقافي السنوي لتولا، دعا شعب تولا ومنطقة تانجالي واجا في جنوب غومبي إلى أن يكونوا أكثر اتحادًا، وهي المناسبة التي شرف بها الحاكم التنفيذي لولاية غومبي، إبراهيم حسن دانكوامبو [الإنجليزية]، وأمير ميساو، صاحب السمو الملكي أحمد سليمان.

## الخلفية التعليمية
التحق صاحب السمو الملكي بمدرسة الموظفين بجامعة أبو بكر تافاوا باليوا باوتشي لتعليمه الابتدائي، ثم انتقل إلى كلية كوالي الحكومية الفيدرالية في أبوجا وبعد ذلك كلية الحكومة الفيدرالية بيليري في ولاية غومبي لتعليمه الثانوي.[بحاجة لمصدر]
تم قبوله في جامعة أبوجا لدراسة الجغرافيا والتي غادرها لاحقًا للتسجيل في جامعة ميدلسكس لندن (حرم دبي) حيث تخرج بدرجة البكالوريوس مع مرتبة الشرف في هندسة البرمجيات مع تكنولوجيا المعلومات ونظم المعلومات التجارية.[بحاجة لمصدر]

## العمل
- مدير محطة الشبكة في شركة سيسكو سيستمز، مدينة دبي للإنترنت، الإمارات العربية المتحدة قبل تعيينه كـ "ماي" أو ملك منطقة تولا [الإنجليزية] .[بحاجة لمصدر]